# Новозеландски морски лъв
Новозеландският морски лъв, още морски лъв на Хукър (Phocarctos hookeri), е вид бозайник от семейство Ушати тюлени (Otariidae), единствен представител на род Phocarctos. Видът е световно застрашен, със статут Уязвим.

## Разпространение
Разпространен е в Нова Зеландия (Антиподи и Южен остров).